# Перадоксікал Сазид
Перадоксікал Сазид (бенг. প্যারাডক্সিক্যাল সাজিদ, парадоксальний саїд) — це серія романів про Іслам, написана бангладешським письменником Аріф Азад. Це збірка оповідань, упорядкованих у відповідь на різні запитання проти ісламської віри в коментарях персонажа, на ім'я Саджид. У ньому автор намагається спростувати антиісламські питання за допомогою ісламської інформації, логіки, філософії, науки та реальності, а звідти намагається довести слабкість аргументації опонента.

## Ідентичність персонажа та короткий зміст
Головного героя повісті звати Сазид. Побічним персонажем книги є сам автор. Друг письменника Сазіда, співмешканець. Сазід є студентом мікробіології в Університеті Дакки. У першій історії книги Саджид виглядає скептиком. На останньому етапі широких дебатів про існування та неіснування Творця видно, що Сазід повертає віру у свого Творця та в іслам. Тоді віруючий Сазід в одній історії за іншою відкриває свою ісламську віру різним цікавим людям. Своєю інформацією та міркуваннями він намагається розвіяти сумніви тих, хто має сумніви щодо Ісламу та Творця. Сазід іноді пояснює своєму вчителеві Мофізуру Рахману, чому творець не викликає суперечок щодо «долі» чи «долі». Аргумент Сазіда показує, чому творця хвалять за його добрі вчинки, а не за його погані вчинки. Він приходить до старшого брата Сазіда Туля Біплоба Да і доводить, що сучасна термінологія наукової «квантової» механіки жодним чином не може відкинути Творця. Він показує додаткові докази того, чому Творець, попри своє милосердя, створив такі жахливі речі, як пекло. Інший персонаж, на ім'я Нілу Да, яким Сазід захоплюється так само як і Біплоб Да, як і його старший брат, доводить йому, що жоден вірш Корану не є «терористичним». Таким чином, у різних місцях, у різних контекстах Сазіда розглядають як досвідченого оратора, раціоналіста та реаліста в представленні чеснот, точності та автентичності ісламу.

## Перадоксікал Сазид-1
«Перадоксикал Сазид-1» — перша книга цієї серії. Книга була опублікована на книжковому ярмарку Омор Екушей у Бангладеш у лютому.  Презентація книги відбулася 9 лютого 2017 року. Книгу видано Guardian Publications. Незабаром після виходу книга стала бестселером. У перший рік було продано 175 000 копій на rokomari.com. Крім бенгальської, книга також була перекладена англійською та ассамською мовами.
Назви оповідань у книзі такі:
- Віра невіруючого
- «Доля проти вільної волі» — чи суперечливий тут Бог?
- Чому творець не несе відповідальності за погані вчинки?
- Віддаленість Бога від космосу
- Аллах запечатує їхні серця. Чи справді так?
- Вбивайте багатобожників, де б ви їх не знайшли
- Хто створив творця?
- Спільний вірш і…
- Чи говориться в Корані про занурення сонця під воду?
- Ід аль-А5дха мусульман і небажане матаббарі (втручання) матаббара (втручання)
- Коран — це книга, створена Мухаммадом (мир йому)?
- Історія відносності
- Лист до Давида — Ісус не був міфом, і він вийшов...
- Коран, небо, дах і брехня людини
- Шлюб Айші (ра) і Мухаммада (мир йому) і чутки про нібито залицяння
- Чи є Коран власними словами Мухаммеда?
- Якщо Бог добрий, то чому пекло?
- Згідно з Кораном, земля плоска чи кругла?
- Афідевіт ДНК
- Наука в Корані — випадковість чи реальність?
- Чи може творець зробити те, чого сам творець не може побудувати?
- Усе обман

## Передоксікал Сазид-2
Книга Передоксікал Сазид-2 є другою частиною книги «Парадоксальний Саджид-1», виданої автором на Ekushey Book Fair 2017. Книга була бестселером на Ekushey Book Fair 2019 і після того, як видання книги було припинено на Книжковому ярмарку 2019 року уряд у кількох пунктах дозволив її перевидання.
Назви оповідань у книзі такі:
- Чи сказано в Корані, що жінки — це посіви?
- Відповідь християнським місіонерам
- Чи гарантує іслам права немусульман?
- Правда протиріч у Корані
- Різанина в Бану Курайзі — за лаштунками
- Сатанинські вірші та історія віри в Сатану
- За численними шлюбами Пророка
- Вино на небі?
- Дарвінізм у художній літературі
- Чому Коран арабською мовою?
- Сонце зайде
- Океанографія
- Хай буде світло
- Історична достовірність Кааби
- Бог Ньютона
- Менший за атом